# Idąc na południe
Idąc na południe (ang. Goin' South) – amerykański film wyprodukowany w 1978 roku w reżyserii Jacka Nicholsona przez Paramount Pictures. Film jest debiutem reżyserskim Nicholsona, który wystąpił także w głównej roli.

## Fabuła
Akcja filmu rozgrywa się w teksańskim miasteczku Longhorn w roku 1886. Główny bohater filmu Henry Lloyd Moon jest złodziejem koni. Zostaje schwytany i grozi mu powieszenie na stryczku. Z opresji wybawia go jednak niejaka Tate Moon.

## Obsada
- Jack Nicholson jako Henry Lloyd Moon
- Richard Bradford jako Szeryf Andrew Kyle
- Veronica Cartwright jako Hermine
- Mary Steenburgen jako Julia Tate Moon
- Tracey Walter jako Coogan
- Dennis Fimple jako wisielec
- Jeff Morris jako Duży Abe
- Gerald H. Reynolds jako Polty
- Georgia Shmidt jako Florence
- Christopher Lloyd jako Towfield
- Danny DeVito jako Hog
- John Belushi jako Hector
- Luana Anders jako Lorette Anderson
- B.J Merholz jako Pan Warren
- Maureen Byrnes jako Pani Warren
- Lin Shaye jako Pani z parasolką
- Ed Begley Jr. jako Pan Haber
- George W. Smith jako Pan Anderson
- Lucy Lee Flippin jako Diane Haber
- Britt Leach jako Parson Weems
- Carlton Risdon jako kierowca
- Nancy Coan Kaclik jako Miriam Standard
- R.L. Armstrong jako Farmer Standard
- Don Charles MacGovern jako barman Norvell
- Annie Marshall jako wymalowana kobieta
- Anita Terrian jako wymalowana kobieta
- Robert L. Wilson jako pijany mężczyzna
- Anne Ramsey jako stara panna
- Marsha Ferri jako stara panna
- Barbara Ann Grimes jako stara panna